# Обливиънс
Обливиънс (на английски: Oblivians) са една от най-влиятелните гараж-пънк-блус групи на деветдесетте години в Щатите. Групата е сформирана през 1993 от Джак Ярбър, Eric Friedl и Greg Cartwright. Специфично за тях, е че по време на живи участия и записи в студио, и тримата се редуват да свирят на барабани, китара и вокали. Те са популярни и с това, че не използват бас китара за направата на музиката им, с което повлияват на много банди, сред които The White Stripes, The Black Keys и други.

## Дискография

### Студийни албуми
- 1996 – Popular Favorites – LP/CD за Crypt Records
- 1997 – Play 9 Songs with Mr Quintron – LP/CD за Crypt Records
- 2013 – Desperation – LP/CD за In the Red Records

### Други албуми
- 1995 – Soul Food – LP/CD за Crypt Records
- 1995 – Rock'n Roll Holiday: Live In Atlanta – LP за Negro Records
- 1996 – The Sympathy Sessions – CD за Sympathy For The Record Industry
- 1997 – 17 Cum Shots – LP за Bootleg
- 1999 – Best Of The Worst: 93 – 97 – 2xLP/CD за Sympathy For The Record Industry
- 1999 – Melissa's Garage Revisited LP/CD (Sympathy For The Record Industry, 1999, SFTRI 590)
- 2003 – On The Go – LP за Goner Records
- 2009 – Barristers 95 [Live] за In the Red

### Сингли
- 1993 – Call The Shots 7" за Goner Records
- 1994 – Sunday You Need Love 7" за Crypt Records
- 1994 – Now For The Hard Of Hearing From ... „Blow Their Cool“ 7" за Estrus
- 1994 – Static Party 7" за In The Red
- 1996 – Go!Pill-Popper! 7" за Drug Racer
- 1996 – Strong Come On 7" за Crypt
- 1996 – Kick Your Ass 7" за Sympathy For The Record Industry

### EP-та
- 1994 – Never Enough 10" за Sympathy For The Record Industry
- 1995 – Walter Daniels Plays With Monsieur Jeffrey Evans & The Oblivians At Melissa's Garage 10" за Undone
- 1996 – Six Of The Best 10" за Sympathy For The Record Industry

### Сплитове
- 1993 – Split аудиокасета с Impala за Goner Records/Power Of Bob
- 1997 – Split 7" с Two Bo's Maniacs за Hate Records
- 1998 – Split 7" с the Crime Kaisers за Active Detective